# Вандель, Амри
Амри Вандель (род. 1954) — израильский эсперантист, профессор астрофизики в Еврейском университете в Иерусалиме и приглашенный профессор Калифорнийского университета. Автор работы, в которой рассчитано минимальное расстояние от Земли до места, где могла бы теоретически существовать развитая или примитивная инопланетная цивилизация.
С 1990 по 1996 год Вандель является президентом эсперант-лиги в Израиле; он повторно занял этот пост в 2009 году и остаётся на нём до настоящего времени. Кроме того, с 1989 года он работал в качестве члена комитета Всемирной эсперанто-ассоциации (Universala Esperanto-Asocio, UEA): в период между 1995 и 1998 годами он являлся членом правления UEA, а затем ещё дважды избирался на этот пост.

## Биография
Амри Вандель является специалистом в области черных дыр и астробиологии; он также состоит членом Международного астрономического союза. Вандель получил докторскую степень по астрофизике в Стоуни-Брук (штат Нью-Йорк), после чего он был лектором в университете Принстона, а затем — в Стэнфордском университете. Сегодня он занимает пост профессора астрофизики в Еврейском университете в Иерусалиме и является приглашенным профессором в Калифорнийском университете.
В декабре 2014 года астрофизик Вандель, уже работавший тогда в Еврейском университете в Иерусалиме, рассчитал минимальное расстояние от Земли до места, где могла бы теоретически существовать инопланетная цивилизация. По его мнению, развитая инопланетная цивилизация находится от планеты Земля на расстоянии порядка нескольких тысяч световых лет, а планета, на которой может существовать примитивная жизнь удалена на дистанцию всего около десяти световых лет. К данным выводам Амри Вандель пришёл, модифицировав уравнение Дрейка — равенство, позволяющее теоретически рассчитать число внеземных цивилизаций используя, в частности, информацию о количестве звезд и планет в их системах, а также — вероятности возникновения примитивной и разумной жизни. По мнению учёного, поиск разумной жизни сегодня ограничен большим временем распространения сигнала между иной цивилизацией, если он существует, и Землей. Он также предложил и практические шаги к обнаружению иных миров: в частности, мониторинг в рамках программы SETI (Search for Extraterrestrial Intelligence).

### Сообщество эсперанто
Амри Вандель начал принимать активное участие в молодёжной эсперант-лиге Израиля ещё в 1970-е годы. В 1977 году он был членом совета Всемирной молодёжной организации эсперантистов (Tutmonda Esperantista Junulara Organizo, TEJO), а затем — с 1981 по 1983 год — состоял президент данной лиги и её почётным президентом. С 1990 по 1996 год Вандель является президентом эсперант-лиги в Израиле; он повторно занял этот пост в 2009 году и остаётся на нём до настоящего времени. Кроме того, с 1989 года он работал в качестве члена комитета Всемирной эсперанто-ассоциации (Universala Esperanto-Asocio, UEA): в период между 1995 и 1998 годами он являлся членом правления UEA, а затем, уже в XXI веке, ещё дважды избирался на этот пост (в период 2004—2007 и 2010—2013 годов).
С 2007 года Вандель состоял секретарём Международного конгрессного университета (Internacia Kongresa Universitato, IKU) — ряда специализированных лекций, которые ежегодно проходят во время Всемирного конгресса эсперантистов (Universala Kongreso de Esperanto, UK). Амри является основателем и директором Международного зимнего университета (Internacia Vintra Universitato, IVU) — серии специализированных лекций, посвящённых эсперанто и ежегодно представляемых в ходе Международного предрождественского фестиваля в Германии.
Амри Вандель также работал и в национальных организациях, связанных с эсперанто: он был активным организатором и президентом местного организационного комитета Конгресса в Тель-Авиве в 2000 году, а также — активно выступал с 2008 года в качестве редактора журнала «Израильский эсперантист» (Israela Esperantisto, ивр. האספרנטיסט הישראלי‎), основном печатном органе Эсперант-лиги в Израиле, регулярно печатающемся с 1959 года.
Кроме того, Амри Вандель с 1992 года является членом Академии эсперанто, а с 2016 — президентом Международной академии наук Сан-Марино, международной научно-образовательной организации со штаб-квартирой в словацком городе Комарно, в состав рабочих языков которой, помимо немецкого, английского, французского и итальянского, входит и эсперанто.
В 2007 году в «Парке Мира», расположенном в польском Мальборке, Вандель посадил кедр в честь своего отца, который родился в соседнем городе Скурч — на церемонии присутствовала мэры городов Мальборк и Скурч.

## Работы
Работы Амри Ванделя весьма разнообразны: они включают в себя как детские книги, зачастую переведённые «с» и «на» иврит, и сборники песен, так и базовые учебники по астрономии и астробиология. Кроме того, Вандель является и автором видеокурсов по астрономии и астрофизике Университета эсперанто.